# Kubok SSSR 1985-1986
La Kubok SSSR 1985-1986 fu la 45ª edizione del trofeo. Vide la vittoria finale della Torpedo Mosca, che così conquistò il suo sesto titolo.

## Formula
Fu in gran parte confermata la formula della precedente edizione, compreso la durata del torneo sul formato europeo.
Le squadre partecipanti furono 74 ed erano previsti in tutto sette turni, tutti ad eliminazione diretta; in caso di parità si ricorreva ai Tempi supplementari; in caso di ulteriore parità venivano calciati i tiri di rigore.
Al primo turno parteciparono 34 formazioni della Vtoraja Liga e tutte le 22 squadre della Pervaja Liga 1985; nel terzo turno giocarono tutte le squadre della Vysšaja Liga 1985.

## Risultati

### Primo turno
Le partite furono disputate il 24 giugno 1985.
| Squadra 1           | Risultato       | Squadra 2                |
| ------------------- | --------------- | ------------------------ |
| Zarja Kaluga        | 1 – 0           | Dnepr Mogilëv            |
| Celïnnïk Celinograd | 3 – 0           | Uralmaš                  |
| Terek Groznyj       | 0 – 0 (4-3 dcr) | Spartak Ordžonikidze     |
| Surchan Termez      | 2 – 1           | Shahter Qaraǵandy        |
| Spartak Oktemberyan | 0 – 1           | Paxtakor                 |
| SKA Karpaty         | 2 – 3           | Nyva Vinnycja            |
| SKA-Chabarovsk      | 1 – 0           | Irtyš Omsk               |
| Šinnik              | 4 – 2           | Lok. Samtredia           |
| Rotor               | 2 – 1           | Chimik Dzeržinsk         |
| CSKA Pamir          | 3 – 0           | K'olkheti-1913 Poti      |
| Nistru Kišinëv      | 2 – 1 (dts)     | Zorkij Krasnogorsk       |
| Metalurh Zaporižžja | 2 – 0           | Sudostroitel' Mykolaïv   |
| Mertskhali          | 1 – 3           | Kryl'ja Sovetov Kujbyšev |
| Luč Vladivostok     | 1 – 0           | Neftyanik Fergana        |
| Lokomotiv Mosca     | 1 – 0           | Khimik Džambul           |
| Kuzbass Kemerovo    | 0 – 3           | Geolog Tjumen'           |
| Kuban'              | 5 – 3           | Rostsel'maš              |
| Kolos Pavlograd     | 4 – 1           | Mašuk Pjatigorsk         |
| Iskra Smolensk      | 2 – 1 (dts)     | Zvezda Perm'             |
| Dinamo Stavropol'   | 2 – 1 (dts)     | Znamja Truda             |
| Dinamo Samarcanda   | 3 – 5 (dts)     | Zvezda Džizak            |
| Daugava Rīga        | 6 – 0           | Dinamo Brjansk           |
| CSKA Mosca          | 3 – 1           | Metallurg Magnitogorsk   |
| Baltika             | 1 – 2           | Guria Lanchkhuti         |
| Atommaš Volgodonsk  | 0 – 1           | Metallurg Lipeck         |
| Arsenal Tula        | 5 – 0           | Kotayk'                  |
| Zorja               | 1 – 2           | Kolos Nikopol'           |
| Tavrija             | 3 – 4           | Dinamo Batumi            |

### Secondo turno
Le partite furono disputate il 5 luglio 1985.
| Squadra 1                | Risultato       | Squadra 2           |
| ------------------------ | --------------- | ------------------- |
| Paxtakor                 | [ 1 ]           | Luč Vladivostok     |
| Zvezda Džizak            | 2 – 1           | Celïnnïk Celinograd |
| CSKA Pamir               | 1 – 0           | Surchan Termez      |
| Metalurh Zaporižžja      | 2 – 1           | Zarja Kaluga        |
| Metallurg Lipeck         | 1 – 0           | Dinamo Stavropol'   |
| Lokomotiv Mosca          | 2 – 0           | Iskra Smolensk      |
| Kuban'                   | 2 – 0           | Nistru Kišinëv      |
| Kolos Nikopol'           | 3 – 1           | Kolos Pavlograd     |
| Geolog Tjumen'           | 1 – 1 (2-4 dcr) | Rotor               |
| Dinamo Batumi            | 4 – 2           | Arsenal Tula        |
| Daugava Rīga             | 4 – 1           | Terek Groznyj       |
| CSKA Mosca               | 4 – 1           | Šinnik              |
| Nyva Vinnycja            | 7 – 2           | Guria Lanchkhuti    |
| Kryl'ja Sovetov Kujbyšev | 1 – 2           | SKA-Chabarovsk      |

### Terzo turno
Le partite furono disputate il 13 e il 14 agosto 1985.
| Squadra 1         | Risultato   | Squadra 2           |
| ----------------- | ----------- | ------------------- |
| Dinamo Kiev       | 4 – 2       | SKA Rostov          |
| Zvezda Džizak     | 0 – 4       | Čornomorec'         |
| Žalgiris          | 2 – 0       | Metalurh Zaporižžja |
| T'orp'edo Kutaisi | 0 – 2       | Daugava Rīga        |
| Spartak Mosca     | 2 – 0       | CSKA Mosca          |
| Rotor             | 3 – 1       | Dinamo Mosca        |
| Paxtakor          | 2 – 3 (dts) | Torpedo Mosca       |
| Metallurg Lipeck  | 1 – 0       | Ararat              |
| Kolos Nikopol'    | 2 – 1       | Dnepr               |
| Qairat            | 0 – 3       | Zenit Leningrado    |
| Dinamo Minsk      | 1 – 0       | CSKA Pamir          |
| Dinamo Batumi     | 1 – 4       | Dinamo Tbilisi      |
| Fakel Voronež     | 2 – 0       | Lokomotiv Mosca     |
| SKA-Chabarovsk    | 2 – 0       | Neftçi Baku         |
| Šachtar           | 5 – 1       | Kuban'              |
| Nyva Vinnycja     | 2 – 0       | Metalist            |

### Ottavi di finale
Le partite furono disputate tra il 12 e il 14 settembre 1985.
| Squadra 1        | Risultato       | Squadra 2      |
| ---------------- | --------------- | -------------- |
| Zenit Leningrado | 2 – 1           | Dinamo Tbilisi |
| Spartak Mosca    | 3 – 3 (4-3 dcr) | Dinamo Kiev    |
| Čornomorec'      | 3 – 1           | Rotor          |
| Metallurg Lipeck | 1 – 0           | Nyva Vinnycja  |
| Daugava Rīga     | 2 – 1           | Žalgiris       |
| Torpedo Mosca    | 2 – 0           | SKA-Chabarovsk |
| Kolos Nikopol'   | 0 – 1           | Šachtar        |
| Fakel Voronež    | 1 – 3           | Dinamo Minsk   |

### Quarti di finale
Le partite furono disputate il 2 aprile 1986.
| Squadra 1        | Risultato | Squadra 2        |
| ---------------- | --------- | ---------------- |
| Zenit Leningrado | 3 – 0     | Metallurg Lipeck |
| Dinamo Minsk     | 0 – 2     | Spartak Mosca    |
| Čornomorec'      | 0 – 2     | Torpedo Mosca    |
| Šachtar          | 2 – 1     | Daugava Rīga     |

### Semifinali
Le partite furono disputate il 6 aprile 1986.
| Squadra 1        | Risultato       | Squadra 2     |
| ---------------- | --------------- | ------------- |
| Zenit Leningrado | 2 – 2 (3-4 dcr) | Šachtar       |
| Torpedo Mosca    | 3 – 2           | Spartak Mosca |

### Finale
| Mosca 2 maggio 1986, ore ?:?                 | Torpedo Mosca | 1 – 0 referto | Šachtar | Stadio Centrale Lenin (35.000 spett.) |
| \| \| \| \| \| Kobzev 44’ \| Marcatori \| \| |               |               |         |                                       |
|                                              |               |               |         |                                       |
| Kobzev 44’                                   | Marcatori     |               |         |                                       |